# 漫畫專賣店
漫畫專賣店，泛指專營販賣漫畫相關商品的書店。

## 主要販賣商品
- 漫畫（單行本及期刊）
- 畫冊（漫畫或小說插畫家所出的原畫集）
- 小說（與漫畫相關的輕小說及武俠小說、言情小說等）
- 動畫、遊戲光碟
- 週邊商品（漫畫或動畫的週邊商品、紀念品）
- 漫畫工具（繪製漫畫所需的工具）

## 歷史
- 臺灣最早的漫畫專賣店首推大然文化旗下的連鎖店「漫畫便利屋」，之後興起的捷比漫畫便利屋同樣走連鎖店模式。

## 相關論文
- 漫畫消費空間初探-以台北市為例[永久]